# Jorge Scheinig
Jorge Eduardo Scheinig (ur. 5 czerwca 1959 w Carapachay) – argentyński duchowny katolicki, arcybiskup metropolita Mercedes-Luján od 2019.

## Życiorys
Święcenia kapłańskie przyjął 9 grudnia 1983 i został inkardynowany do diecezji San Isidro. Przez wiele lat pracował jako duszpasterz parafialny, był też m.in. asystentem duszpasterskim krajowego oddziału Caritas, dyrektorem kilku szkół katolickich oraz koordynatorem zespołu duszpasterskiego rejonu Buenos Aires.
18 maja 2017 papież Franciszek mianował go biskupem pomocniczym archidiecezji Mercedes-Luján oraz biskupem tytularnym Ita. Sakry udzielił mu 15 lipca 2017 arcybiskup Agustín Radrizzani.
4 października 2019 został mianowany arcybiskupem metropolitą Mercedes-Luján.